# Карате клуб Пантери
Карате клуб „Пантери“ је карате клуб из Бијељине. Име је добио по јединици Војске Републике Српске - Гарда Пантери.

## Историјат
Основан је 1978. под именом Карате клуб „Партизан“. Један од оснивача био је Миодраг Зарић. До 1992. клуб је био члан Друге лиге СФРЈ. Године 1993. промијенио је име у Карате клуб „Пантери“. Каратисти овог клуба наступали су за репрезентације СЦГ и Републике Српске. Најуспјешнији чланови овог клуба су: Милан Лазић, репрезентативац СРЈ (освојио треће мјесто у појединачној и прво у екипној конкуренцији на Свјетском првенству у Абердину 2001, а на европским првенствима: у екипној конкуренцији – прво мјесто у Италији 2004, у појединачној конкуренцији – треће мјесто у Новом Саду 2005, прво мјесто у Братислави 2006; од 1994. до 2006. седам пута проглашен за спортисту године града Бијељине), Синиша Зарић (на свјетским првенствима: прво мјесто у Абердину 2001. и треће мјесто у Санкт Петербургу 2003; на европским првенствима: прва мјеста у Румунији 2000. и Италији 2004), Драгиша Јовић (прво мјесто на Свјетском купу у Мађарској 1996, треће мјесто на Свјетском првенству у Санкт Петербургу 2003, на европским првенствима: друго мјесто у Бугарској 1997. и треће мјесто у Италији 2004; Град Бијељина додијелио му је бронзану медаљу Кнез Иво од Семберије, 2001) и Дражен Благојевић (на свјетским првенствима: треће мјесто у Абердину 2001. и прво мјесто у Санкт Петербургу 2003). У знак сјећања на трагично преминулог каратисту, клуб од 2008. организује традиционални карате турнир „Драгиша Јовић“.